# High Hopes (Film)
High Hopes ist ein deutscher Kurzfilm, der in Berlin und Brandenburg hergestellt wurde. Der Film lief erstmals im Jahr 2023 auf dem deutschen Filmfestival Landesfestival Berlin Brandenburg. Regie führte Ron Jäger. Die Hauptrollen spielen Mateo Wansing Lorrio und Yannic Eilers als zwei Freunde, die sich über die Jahre entfremdet haben und sich versuchen bei einem gemeinsamen Trip im Wald wieder freundschaftlich anzunähern.

## Handlung
Sandro träumt davon, eines Tages Filmregisseur zu werden. Hierfür bereitet er mit Hilfe seines Schulfreundes Emil seine Bewerbungsmappe vor. Ihre Beziehung ist jedoch schon lange nicht mehr so gut wie sie zu Schulzeiten einmal war. Um Emil als Freund nahe zu sein, muss Sandro sein eigenes Ego überwinden.

## Hintergrund
- Mateo Wansing Lorrio und Yannic Eilers studierten bereits zusammen an der Filmuniversität Konrad Wolf im Fachbereich Schauspiel. Das Werk ist ihr erster gemeinsamer Kurzfilm.[2]
- Die Dreharbeiten des Films fanden in Berlin als auch in Brandenburg, im Brieselanger Forst, statt.[3]
- Im Jahre 2023 wurde der Film beim Landesfestival Berlin Brandenburg mit zwei Preisen ausgezeichnet: Der Kurzfilm gewann den 1. Preis des Filmfestivals sowie die Auszeichnung für den „Besten Kurzspielfilm“.[4]